# 20544 Kimhansell
20544 Kimhansell este un asteroid din centura principală de asteroizi.

## Descriere
20544 Kimhansell este un asteroid din centura principală de asteroizi. A fost descoperit pe 8 septembrie 1999 la Socorro, New Mexico, în cadrul proiectului LINEAR. Asteroidul prezintă o orbită caracterizată de o semiaxă mare de 2,33 ua, o excentricitate de 0,08 și o înclinație de 8,8° în raport cu ecliptica.